# هولانی
هولانی (به چکی: Holany) یک منطقهٔ مسکونی در جمهوری چک است که در ناحیه تشسکا لیپا واقع شده‌است. هولانی ۱۸٫۷۶ کیلومتر مربع مساحت و ۴۶۷ نفر جمعیت دارد.